# 张翼 (1921年)
张翼（1921年—2009年2月22日），浙江杭州人，中华人民共和国政治人物。
1937年11月，因日本侵华、杭州沦陷，张翼举家迁往江西上饶，1938年8月在上饶参加中共组织的抗日工作团，1939年7月加入中国共产党，后到福建任职于中共福建省委。
1941年3月任职于中共建松政特委，1942年起在邵武负责福建省委与福州、闽东地区中共组织的联络工作，1944年任中共闽东特委书记，1945年9月调任闽北特委委员。后在闽浙边区委任职。
中国人民解放军接管福建后，担任建阳专区行署副专员，后又任建阳县县长、建阳地委副书记和书记、福建省林业厅副厅长和厅长、福建省顾问委员会委员等职，也是第六届全国人大代表。2009年2月逝世。